# Zénodote
Zénodote, en grec ancien Ζηνόδοτος / Zênódotos (330–260 av. J.-C.) est un grammairien alexandrin. Il fut le premier directeur de la Bibliothèque d'Alexandrie. On lui doit l'édition critique de plusieurs poètes, en particulier Homère.

## À la cour de Ptolémée I
Né à Éphèse, il a été l'élève de Philathéas de Cos à Alexandrie. Il succède éventuellement à son maître comme le tuteur du fils de Ptolémée Soter, Ptolémée II Philadelphe. Il aurait peut-être aussi été le tuteur d’Arsinoé, mais il est cependant inconnu à quel moment Zénodote prend la place de Philathéàs comme tuteur royal.

## Directeur de la Bibliothèque
Zénodote devient le directeur de la Bibliothèque d’Alexandrie à la demande de Ptolémée I vers 285. À la mort du roi lagide, son fils, Ptolémée II, fait de Zénodote le Chef des Bibliothèques d’Alexandrie. Il conservera ce titre jusqu’à sa mort. La majorité des historiens semblent s’entendre sur le fait que Zénodote fut le premier directeur de la Bibliothèque. Leurs seules références sont cependant minces et incomplètes : un papyrus d’Oxyrynchus ainsi qu’un texte de Jean Tzétzès. En revanche, l’historien Michael H. Harris considère que Zénodote aurait en fait été précédé par Démétrios de Phalère, un des responsables de la mise en place de la bibliothèque lors du règne de Ptolémée Soter. Selon Harris, c’est après l’ascension de Ptolémée II au trône d’Égypte en 284 que Zénodote serait devenu bibliothécaire, Démétrios n'étant plus en grâce auprès du nouveau souverain lagide, et se retrouvant emprisonné,.

### Organisation de la bibliothèque
La majorité des tâches accomplies par Zénodote en tant que directeur de la Bibliothèque ne sont pas claires, un historien allant jusqu’à dire qu'il « n’existe aucune information » sur le travail effectué par Zénodote. Pour Casson, ce dernier aurait simplement poursuivi la tradition établie au Aristote, bien que son travail aurait cependant été beaucoup plus grand, la quantité de livres à la bibliothèque s’avérant massive comparativement à celle d’Aristote. De son côté, Blum décide de déterminer le travail de Zénodote dans la bibliothèque en se basant ce qui a été accompli par ses successeurs. Il porte donc son regard sur les pinakes de Callimaque, le successeur de Zénodote. Callimaque n’aurait pas débuté son catalogue à partir de zéro, mais plutôt depuis l’organisation physique et intellectuelle réalisée par Zénodote. Ce dernier aurait trié les différents documents par ordre alphabétique de titre et aurait indiqué sur des balises ces informations afin de faciliter la recherche de ces derniers. Callimaque aurait donc profité du travail de Zénodote afin de mettre au point son catalogue.

## Édition des textes homériques
La place occupée par Zénodote comme chef des bibliothèques à Alexandrie pourrait être expliquée par la volonté de Ptomélée II à vouloir faire une reconstruction du corpus grec classique. Après des siècles de transmission, de nombreuses versions différentes des textes classiques existaient. Le souverain lagide aurait donc demandé à Zénodote, ainsi qu'à Alexandre l'Étolien et Lycophron de Chalcis de procéder à l’« édition » des textes ainsi qu’à leur « correction ».

### Méthodes de travail
Il ne s’agit donc pas pour Zénodote de simplement faire une retranscription de certaines œuvres, mais bien d’appliquer une forme critique dans son travail. Zénodote s’attaque à une mise au point d’une version de l’Iliade et l’Odyssée d’Homère. Pour son travail, Zénodote part de zéro, puisqu’il ne peut se baser sur aucune forme de tradition érudite pour mener à bien sa tâche. Sa révision des œuvres homériques s’avère la première réelle διορθωσις (diorthôsis, « correction ») du poète grec alors qu’avant lui aucun érudit n’avait tenté la chose, mis à part une édition par Antimaque de Colophon, mais qui n’avait pas recensé les manuscrits d’Homère. Car Zénodote, lui, ne se contente pas d'un seul manuscrit pour établir sa copie d’Homère, mais recourt en fait à plusieurs manuscrits qu’il aurait comparés afin d’arriver à un consensus sur sa version finale. Il existe un débat sur les copies que Zénodote aurait utilisé pour sa version, notamment concernant un manuscrit attique d’Homère qui aurait été utilisé lors des Panathénées,. Il aurait été ensuite acquis par la bibliothèque d’Alexandrie et utilisé par Zénodote, mais aussi par d’autres érudits, afin de faire leurs corrections d’Homère. Pfeifer argumente cependant qu’il n’existe aucune preuve qu’une telle copie a existé. Il semble beaucoup plus probable pour lui que Zénodote aurait simplement choisi un manuscrit comme « guide principal », conservant la majorité du texte de cette copie et y apportant quelques modifications en la comparant à d’autres. Bien que Zénodote applique une forme de critique des divers manuscrits qu’il utilise, ce dernier n’explique jamais réellement les raisons expliquant ses choix pour certaines modifications. Le grammairien laisse cependant une indication des lignes ayant été modifiée à l’aide d’un obèle. Zénodote est considéré par plusieurs comme l’inventeur de cette méthodologie qui sera utilisée dans les scholies du Moyen-Âge.

### Vision des textes homériques
À la suite de son travail, Zénodote publie une Recension (un examen critique de tous les exemplaires conservés) ainsi qu'un Glossaire de l’Iliade et de l’Odyssée[réf. nécessaire]. On lui doit aussi la division en 24 livres de chacun de ces deux textes. Par ailleurs, il rejette l'attribution à Homère des Hymnes homériques, considérant que le poète avait seulement composé l'Iliade et l'Odyssée.
Son édition des textes, première des éditions critiques homériques, expurge certains vers, en marque d'autres comme étant des interpolations et en corrige certains considérés comme fautifs. Zénodote se fonde beaucoup sur des critères de cohérence interne. Ainsi, au chant XI de L'Iliade, Ajax fils de Télamon est d'abord comparé à un lion chassé d'une étable par des paysans, puis à un âne que des enfants battent pour le faire avancer. Jugeant cette suite de comparaisons peu raisonnable, Zénodote considère la seconde comme une interpolation. On dit des vers biffés par Zénodote et son disciple Aristarque de Samothrace qu'ils sont « athétisés », littéralement « rejetés »,.
Cette vision des choses l'oppose radicalement à la manière de penser de la « bibliothèque rivale » de Pergame. Si les Alexandrins traquaient chaque altération potentielle, les Pergaméniens ne cherchaient en aucun cas à produire une édition critique d'une œuvre, mais bien plutôt à comprendre le sens profond que pouvait recéler un élément étrange dans le texte. Ainsi, Zénodote n'hésite pas à juger comme faux la centaine de vers décrivant le bouclier d'Achille dans le chant XIII de L'Iliade ; à l'inverse, Cratès de Mallos, éminent représentant de la bibliothèque de Pergame, voit en cette longue description une allégorie des dix cercles célestes.

## Postérité
La Souda parle de Zénodote en ces termes : 
« Zénodote d'Éphèse : poète épique et grammairien, élève de Philitas, vécut sous Ptolémée Ier. Auteur de la première édition critique des poèmes homériques, il dirigea les bibliothèques d'Alexandrie et fut précepteur des enfants de Ptolémée. »[réf. nécessaire]
Les sources ne permettent pas d'affirmer avec certitude que Zénodote soit bien l'auteur de vers épiques. En revanche, Zénodote est le pionnier d'une nouvelle façon d'étudier les classiques grecs, et ses disciples Aristarque de Samothrace et Aristophane de Byzance poursuivront son œuvre. Malgré cela, ces derniers sont par la suite l'objet d'un certain mépris de la part des écrivains postérieurs. Lucien de Samosate, écrivain du IIe siècle, raconte ainsi dans son ouvrage Histoires vraies voir Homère en songe et lui demander : 

« Je lui demandais au sujet des vers athétisés s'il les avait écrits, et lui de répondre qu'ils étaient tous de lui. Alors je condamnais les discours pédants des grammairiens Zénodote et Aristarque. »

 L'approche philologique de Zénodote pour établir un texte ne contenant aucune interpolation n'est pas clairement définie. L'historien helléniste Marchinus van der Valk (de) a pu considérer que Zénodote séparait le bon grain de l'ivraie par son seul jugement, entièrement subjectif[réf. nécessaire]. Le philologue allemand Klaus Nickau rétorque que Zénodote aurait été parfaitement en mesure d'analyser et de comprendre Homère et la tradition homérique, pour en tirer des conclusions logiques et impartiales.[réf. nécessaire]

#### Sources
- Lucien de Samosate, Histoire véritable, Livre II (lire en ligne)

#### Études
- (en) Robert Barnes, « Cloistered Bookworms in the Chicken-Coop of the Muses: The Ancient Library of Alexandria. », dans Roy M. MacLeod, The Library of Alexandria : Centre of Learning in the Ancient World, I.B. Tauris, 2004, p. 61-78.
- (en) Rudolf Blum (trad. Hans H. Wellsich), Kallimachos : The Alexandrian Library and the Origins of Bibliography, Madison, University of Wisconsin Press, 1991, 282 p.
- Lucian Canfora, La véritable histoire de la bibliothèque d'Alexandrie, Paris, Desjonquières, 1988, 212 p.
- (en) Lionel Casson, Libraries in the Ancient World, New Haven, Yale University Press, 2001, 177 p.
- (en) Mostafa El-Abbadi, Life and fate of the ancient Library of Alexandria, Paris, UNESCO, 1992, 250 p.
- (en) Michael H. Harris, History of Libraries in the Western World, Londres, The Scarecrow Press, 1995, 301 p.
- Margaret C. Howatson (dir.), Dictionnaire de l'Antiquité. Mythologie, littérature, civilisation, Paris, Laffont, 2007 (1re éd. 1997), 1066 p.
- (en) Konstantinos Sp. Staikos, The History of the Library in Western Civilization : From Minos to Cleopatra, New Castle, Oak Knoll Press, 2004, 349 p.
- (en) Rudolf Pfeifer, History of Classical Scholarship : From the Beginnings to the End of the Hellenistic Age, Londres, Oxford University Press, 1968, 307 p.

Articles connexes
- Aristarque de Samothrace
- Aristophane de Byzance